# (15465) Buchroeder
(15465) Buchroeder est un astéroïde de la ceinture principale.

## Description
(15465) Buchroeder est un astéroïde de la ceinture principale. Il fut découvert le 15 janvier 1999 à Kitt Peak par le projet Spacewatch. Il présente une orbite caractérisée par un demi-grand axe de 3,07 UA, une excentricité de 0,09 et une inclinaison de 1,5° par rapport à l'écliptique.

## Compléments